# Walter Mahlendorf
Walter Mahlendorf (ur. 4 stycznia 1935 w Sarstedt) – niemiecki lekkoatleta, sprinter, mistrz olimpijski i mistrz Europy. W czasie swojej kariery reprezentował Republikę Federalną Niemiec.
Mahlendorf odnosił największe sukcesy w sztafecie 4 × 100 metrów. Na mistrzostwach Europy w 1958 w Sztokholmie zwyciężył w tej konkurencji wraz z kolegami z RFN (sztafeta biegła w składzie: Mahlendorf, Armin Hary, Heinz Fütterer i Manfred Germar), osiągając czas 40,2 s).
Na igrzyskach olimpijskich w 1960 w Rzymie startował we wspólnej reprezentacji olimpijskiej obu państw niemieckich. Został mistrzem olimpijskim w sztafecie 4 × 100 metrów (bieg finałowy wygrała sztafeta Stanów Zjednoczonych, ale została zdyskwalifikowana za przekroczenie strefy zmian). Wraz z Mahlendorfem (który startował na 3. zmianie) w sztafecie biegli Bernd Cullmann, Armin Hary i Martin Lauer. Wyrównali oni rekord świata wynikiem 39,5 s. Mahlendorf startował na tych igrzyskach także w biegu na 100 metrów, ale odpadł w przedbiegach.
Nigdy nie zdobył mistrzostwa lekkoatletycznego RFN, ale był wicemistrzem w biegu na 200 metrów w 1959 oraz brązowym medalistą w biegu na 100 metrów w 1960. Był również halowym wicemistrzem RFN w biegu na 60 metrów w 1957 i 1958.